# Liasis mackloti
Liasis mackloti är en ormart som beskrevs av Duméril och Bibron 1844. Liasis mackloti ingår i släktet Liasis och familjen pytonormar.
Arten förekommer på Nya Guinea, på Timor och på flera mindre öar i regionen. Honor lägger ägg.

## Underarter
Arten delas in i följande underarter:
- L. m. mackloti
- L. m. savuensis